# Les Champs libres
Pour les articles homonymes, voir Champ libre (homonymie).
Les Champs libres est un établissement culturel de Rennes Métropole, constitué de la Bibliothèque de Rennes Métropole, du musée de Bretagne et de l'Espace des sciences et son planétarium, complété par un auditorium, un café et la salle d'exposition Anita Conti.
Les Champs libres ont ouvert au public le 28 mars 2006. En 2019, ils ont accueilli 1,2 million de visiteurs, ce qui en fait le plus grand établissement culturel de l'Ouest de la France en termes de fréquentation.
Les Champs Libres sont situés au sud du centre-ville historique, entre l'esplanade Charles de Gaulle et la gare de Rennes.

## Historique

### La genèse du projet
C’est le 8 juillet 1992, que la ville de Rennes décide officiellement de créer cet équipement, sous l'impulsion du maire de l'époque, Edmond Hervé. Ce projet est appelé dans un premier temps le « NEC » comme « Nouvel Équipement culturel ».
Il est né du constat suivant :
- La ville de Rennes ne disposait pas d’une réelle bibliothèque centrale. De plus les locaux de la bibliothèque municipale, rue de la Borderie, devenaient trop exigus pour jouer ce rôle ; le fonds Pollès n'était pas mis en valeur[3] ;
- Le musée de Bretagne partageait les mêmes locaux que le musée des beaux-arts, dans l'ancien palais universitaire situé sur les quais, et aucun des deux ne pouvait s’y étendre. La collection Dreyfus n'était pas mise en valeur[3] ;
- L’Espace des sciences, alors CCSTI de Rennes, ne disposait que de 200 m2 de surface d’exposition au centre commercial Colombia et souhaitait développer ses activités[3].

Un regroupement de ces trois entités culturelles a donc été envisagé pour :* favoriser le croisement des publics,
- faciliter l’accès à la culture,
- créer « un lieu de débats, de connaissances, de citoyenneté »[3],

- mettre en place une synergie entre les trois entités (mise en place d’actions communes) tout en leur laissant une autonomie.

Le projet a été approuvé par le Conseil Municipal de Rennes le 8 juillet 1992. L'architecte Christian de Portzamparc a été choisi pour mener ce projet. Sa sélection a été faite via un concours, attirant plus de 100 candidats, et dont les résultats ont été publiés en novembre 1992.
Toutefois, la construction des Champs libres est retardée en raison de la construction du métro de Rennes. L'ouverture au public a lieu en 2006.

### Un lieu d'implantation au sein d'une zone peu attractive
Il est décidé d'implanter le NEC sur le site de l'ancienne gare routière de Rennes. Yves Fréville, exprime des réserves sur cet emplacement. Pour Le Monde « le site était à la fois ingrat et propice (…) » Les Échos évoquent « la triste esplanade du Général-de-Gaulle, (…) bordée du Liberté, seule grande salle de spectacles de la ville et de l'immeuble de l'Urssaf à l'architecture stalinienne. » Edmond Hervé est un partisan de la densification urbaine. « Mon projet tient compte de cet environnement que j'ai souhaité moderniser sans heurter le regard », explique Christian de Portzamparc, architecte du bâtiment.
En 2001, la Ville de Rennes accompagne les travaux des Champs libres en lançant une zone d'aménagement concerté pour emménager la place du général de Gaulle. Des travaux importants se succèdent avec la construction du 4 Bis, la rénovation de la salle de spectacle du Liberté, la construction de la cité internationale Paul-Ricœur. Une salle de cinéma multiplexe Gaumont est également livrée en 2008. Son architecture est signée Christian de Portzamparc et s'inscrit en dialogue avec celle des Champs Libres par l'usage de matériaux similaires.
La métamorphose du quartier se poursuit avec la livraison de la ligne A du métro rennais en 2002, qui dessert les Champs Libres avec la station Charles de Gaulle, l'arrivée de la LGV à Rennes en 2017 et la livraison d'une nouvelle gare en 2019, accompagnée d'une transformation de l'esplanade. Cette nouvelle dynamique s'incarne dans le projet EuroRennes, vaste programme de réhabilitation urbaine visant à étendre le centre-ville de Rennes vers le sud,,.
En 2021, la ligne b du métro rennais est mise en service, desservant les Champs Libres avec la station Gares.

### Le projet architectural
Le 2 juin 1993, l'architecte français Christian de Portzamparc remporte le contrat de maîtrise d'œuvre du chantier,,
Le projet architectural repose sur le partage d'un espace commun entre les trois entités, tout en utilisant des volumes, des couleurs et des matériaux permettant de les identifier et de les distinguer. Cette distinction vise à « abriter sous un même toit des institutions différentes très jalouses de leur territoire et inquiètes d'avoir à partager un même lieu de visite », ajoute Christian de Portzamparc. Pour rassembler les trois entités sans les « fondre dans un grand container bureaucratisé » l'architecte appuie sa réflexion sur le concept des anneaux borroméens, inspiré par un cours de Jacques Lacan.
De l'extérieur, on identifie ainsi la bibliothèque avec la pyramide inversée en verre, le musée de Bretagne accueilli dans le « dolmen[Quoi ?] » et l'Espace des sciences avec le dôme en zinc.
Les matériaux utilisés font références à la Bretagne : le zinc renvoie ainsi aux toits bretons en ardoise. Le relief fissuré des grands panneaux rosés extérieurs évoque une paroi de falaise, tandis que les joints, aux lignes droites ou obliques, marquent les frontières de plaques tectoniques. Sa couleur « fait écho au schiste rose typique de l'Ille-et-Vilaine »".
La scénographie du Musée de Bretagne est confiée à Elizabeth de Portzamparc, un choix qui questionne.

### Des travaux longs et coûteux
La réalisation des Champs Libres est longue.
Pour Martial Gabillard, cette lenteur s'explique notamment par la concurrence avec le chantier du VAL, tant d'un point de vue technique que budgétaire. Le passage du métro sous l'implantation prévue du NEC nécessite en effet une modification des sous-sols et surtout de renforcer les fondations. Martial Gabillard estime également que des tensions entre les futurs utilisateurs de l'équipement (bibliothèque, musée, CCSTI) et les équipes de l'architecte sur la muséographie ont pu ralentir le dossier.
En octobre 1995, une étude est lancée pour l'implantation du NEC à l'emplacement de l'ancienne gare routière. Le début du chantier est alors annoncé pour 1997.
En novembre 1996, une pétition de professeurs, écrivains, artistes est lancée, en faveur du NEC face à la crainte de l'enlisement du projet.
En 1997, la maquette du NEC est présentée au Maire de Rennes.
En 2000, Rennes Métropole prend la maîtrise d'ouvrage du projet. Ce choix est défendu par Edmond Hervé : « j'ai souhaité que ce bâtiment fasse partie de Rennes métropole, (…) parce que la culture doit être un élément identifiant de Rennes métropole, de notre agglomération, en correspondance avec notre histoire et en correspondance, aussi, avec la modernité qui nous attend ». Martial Gabillard estime que ce transfert du NEC à Rennes Métropole « n'a pas facilité la maîtrise d'ouvrage » .
Les travaux débutent en septembre 2000 et l'ensemble des marchés sont signés fin 2000. Le chantier est marqué par de nombreuses difficultés « entre la maîtrise d'ouvrage, la maitrise d'œuvre et les entreprises, qui (entrainent) à nouveau du retard et une certaine augmentation des coûts ».
En 2002, Rennes Métropole adopte un nouveau nom pour le NEC : « les Champs Libres » . Ce nom fait directement allusion à l'ancien champs de Mars où l'équipement a été implanté, ancien parking et lieu de la foire. Le nom choisi évoque aussi cette démultiplication offerte par la réunion des patrimoines, des disciplines et des publics au sein d'un bâtiment accessible.
Cette même année Rennes Métropole demande une expertise judiciaire sur les retards de chantier, qui conduit à l'arrêt des travaux. Ceux-ci reprennent en février 2004.
Le coût final des Champs Libres s'élève à 100 millions d'euros – valeur 2006 – contre un budget évalué au départ à 280 millions de francs (soit 53, 55 millions d'euros valeur 2006).

### Historique du nom
En 2000, un large sondage est effectué à travers la presse et les habitants de Rennes Métropole afin de donner un nom au Nouvel équipement culturel. Le NEC est une appellation déjà déposée à l’Institut national de la propriété industrielle.
En 2001, deux groupes de travail (composés d’une part de personnalités du monde culturel et d’autre part de professionnels de la communication) se réunissent dans le but d’élaborer une banque de noms possibles pour le futur équipement.
En 2002, les conseillers de Rennes Métropole ont fait une présélection de noms qui ont ensuite subi différentes phases de test.
Finalement, trois noms ressortent de ces sélections successives : Les Champs libres, Le Vaisseau, Va savoir[réf. souhaitée]. Ces trois noms sont soumis à 500 personnes (312 Rennais, 75 habitants d’Ille-et-Vilaine, 75 Bretons et 38 personnes des trois entités). En 2002, Rennes Métropole adopte le nouveau nom du NEC : les Champs Libres . Ce nom fait directement allusion à l'ancien champs de Mars où l'équipement a été implanté, hier, livré à la voiture et aux forains. Le nom choisi évoque aussi cette démultiplication offerte par la réunion des patrimoines, des disciplines et des publics au sein d'un bâtiment accessible : « il évoque une source de vie, des espaces nourriciers que nous voulons libres, accessibles, sans frontières, propriété de toutes et de tous ».

### Opposition politique au projet
Après une quasi-unanimité au départ du projet le climat politique se tend, avec notamment une critique des choix budgétaires. L'opposition dénonce le NEC comme un « investissement démesuré », le coût du projet étant passé de 60 millions à 100 millions d'euros. En 2001, l'opposition reproche ainsi à la majorité « (des) choix d'investissement (VAL, NEC, axe est-ouest) (qui) nous ont paru particulièrement contestables et nous sommes convaincus que l'avenir nous donnera raison ».
Edmond Hervé argumente qu’en euro constant, le budget initial de 1991, porté à 66 millions d'euros 1991 equivalent à 90 millions d'euros de 2006. Par ailleurs, la surface initiale, prévue à 20800 m² est finalement de 23.800 m². Christophe Leray, sur le site Chroniques Architecturales, analyse qu'un coût final de 100 millions pour un bâtiment regroupant trois institutions « reste de l’ordre du raisonnable ».
L'architecte Christian de Porztamparc considère que le dérapage des travaux est lié à des conflits politiques au sein du conseil municipal, estimant que certains élus ne voulaient pas de ce projet en raison notamment de son coût important.

### Réception critique
Aux alentours de l'inauguration, les directeurs des trois entités regroupées sont satisfaits de la réalisation. Le maître d'œuvre et le directeur du bâtiment sont plus circonspects et ambigus dans leurs compliments. L'architecte a, quant à lui, « le sentiment, sans le vouloir, d’avoir réalisé un bâtiment breton, car il est rude ».
Lors de l'inauguration, la presse nationale française comment sur le bâtiment. Pour Frédéric Eldmann dans Le Monde, « sans être moche, le résultat est balourd, comme chargé de trop de réflexion, de soins, de repentirs ». Le Figaro écrit : « Élégant ensemble, le bâtiment des Champs libres apparaît déjà comme l'élément phare autour duquel va se réaménager le quartier un peu déshérité de l'esplanade Charles-de-Gaulle ». Pour Libération, le bâtiment "« ne manque pas de caractère, mélangeant formes, matières et espaces avec audace, voire témérité ».
En 2023, Le Monde considère que Les Champs Libres sont« un ovni curieux (...) un des lieux qui font de Rennes une capitale de l’architecture contemporaine ».

## De l'inauguration à aujourd'hui
Les Champs Libres sont inaugurés le 17 mars 2006 par Edmond Hervé, en présence d'Erik Orsenna. Le bâtiment ouvre ses portes au public le 28 mars 2006,

### Évolution du bâtiment
En 2021, les Champs Libres repensent l'aménagement du hall, avec une nouvelle structure centrale et du nouveau mobilierpour mieux accueillir le public et la diversité des usages.
Un programme de rénovation est également lancé à la bibliothèque : le 4e étage, consacré à la littérature a été repensé en 2020 et le pôle 2, consacré à la musique, aux films et à la danse a été rénové en 2022.
Le bâtiment suit également un important programme d'économie d'énergie depuis son ouverture : la consommation en électricité est passée de 5 millions MWH à 3,5 millions MWH en 2022

### Le bâtiment en chiffres
La superficie totale du bâtiment est de 23 854 M2, 2600 M2sont consacrés aux réserves patrimoniales, 2 235 M2 aux locaux techniques et 396 M2 au stockage
En 2019 (année exceptionnelle) la fréquentation des Champs Libres s'est élevée à 1 200 000 personnes. En 2022, les Champs Libres ont accueilli 1 553 groupes scolaires, soit 41 061 élèves.

## Gestion

### Statut et organisation
Les Champs Libres sont un équipement culturel en régie de Rennes Métropole.180 agents travaillent aux Champs Libres. En 2022, le budget affecté par Rennes Métropole pour le fonctionnement des Champs Libres s'élevait à 7 026 170 €.

### Direction
De 2004 à 2011, les Champs Libres sont dirigés par Jacques Terrière.
De 2011 à 2018, les Champs Libres sont dirigés par Roland Thomas.
En 2018, Corinne Poulain est nommée avec une mission de direction générale qui n'existait pas auparavant.

## Activités culturelles

### Le projet
Le projet initial des Champs Libres est d'offrir "un espace de création et d'animation, d'émission et de réception, de diffusion et d'accueil, de rencontre et de réflexion".
Les Champs Libres se donnent comme ambition de constituer "une place publique de la culture et des savoirs au cœur de la cité".

### Activités
Les Champs Libres présentent une dizaine d'expositions par an. Ils proposent plusieurs évènements : fête de la science, rencontres d'histoire, rencontres Paul Ricoeur, festival de littérature Jardins d'hiver, festival consacré à la jeunesse Nos futurs. La programmation artistique des Champs Libres laisse une large part à la photographie, : les Champs Libres ont ainsi présenté des expositions de photographes comme Guy Le Querrec, Stéphane Lavoué, Nolwenn Brod, Aglaé Bory, Mathieu Pernot, ou encore Raymond Depardon.
Les Champs Libres proposent également un programme de concerts, des projections et des rendez-vous jeune public et de nombreuses rencontres avec des "grands témoins" philosophes, économistes,historiens, écrivains, journalistes, scientifiques comme Mona Ozouf, Thomas Piketty et Julia Cagé, Riad Sattouf, Philippe Descola, Souleymane Bachir Diagne, etc.
Les Champs Libres développent des formes multiples de participation et de contribution des publics. Les RDV4C par exemple permettent de se retrouver pour des rendez-vous réguliers autour d'un intérêt commun,.
Depuis 2020, le parcours permanent du Musée de Bretagne ainsi que l'abonnement à la bibliothèque sont gratuits,.

### Accueil et accessibilité
En 2017, les Champs Libres obtiennent la marque qualité tourisme. Cette labellisation est renouvelée en 2024 et étendue au handicap visuel
Les Champs Libres sont entièrement accessibles aux personnes en situation de handicap. En plus d'audioguides en français, anglais, allemand et espagnol, le Musée de Bretagne propose des audioguides en breton, gallo et à destination des déficients visuels,
Les Champs Libres ont reçu en 2023 le label "culture libre or" remis par wikimédia France, récompensant la promotion d’un numérique libre et la mise à disposition de ressources et contenus accessibles à tous

## Description par entités

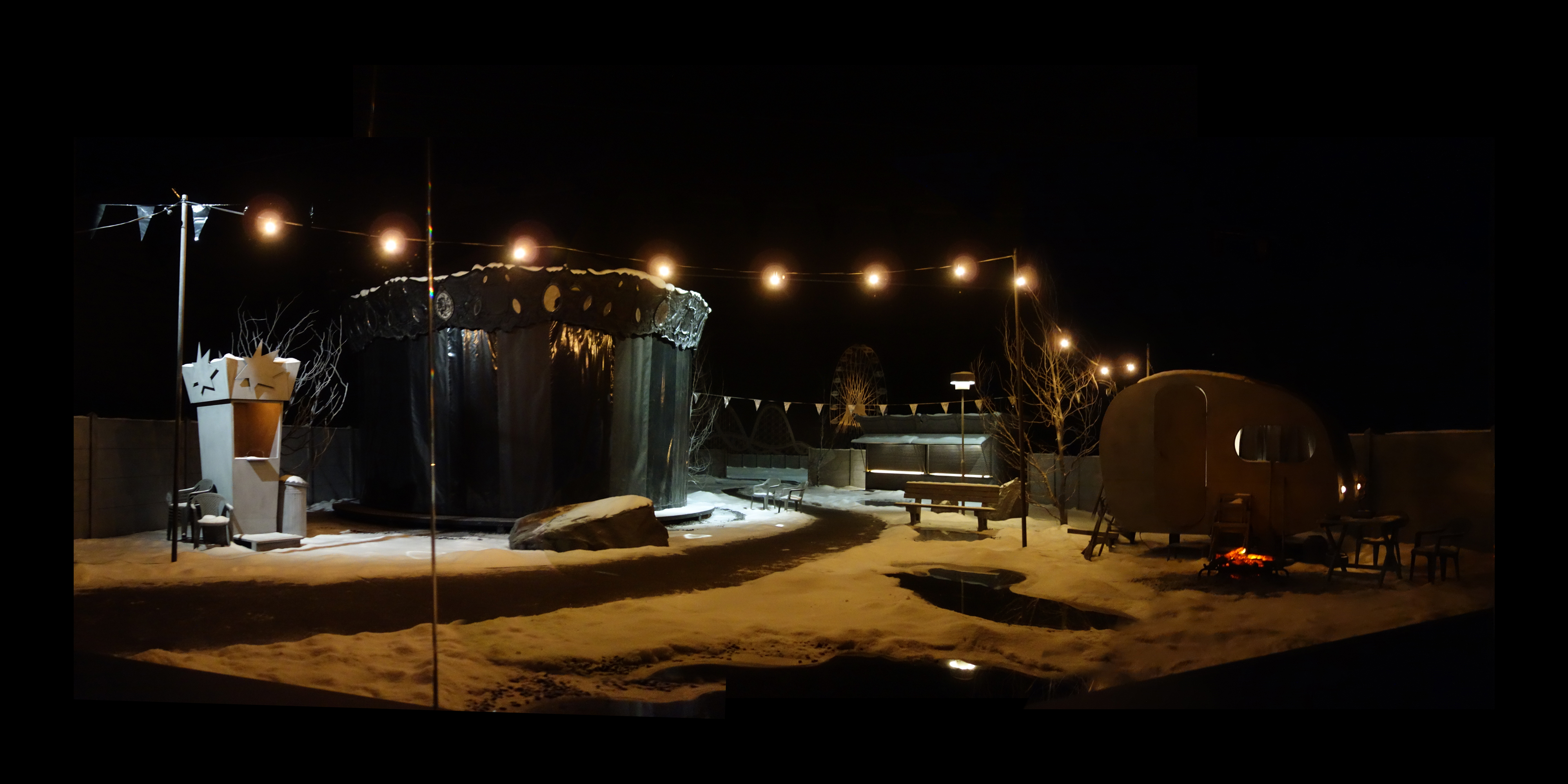
Exposition Amusement Park en octobre 2015

Les Champs libres rassemblent plusieurs entités dans un même bâtiment, notamment la bibliothèque, le musée de Bretagne et l'Espace des sciences.

### La Bibliothèque

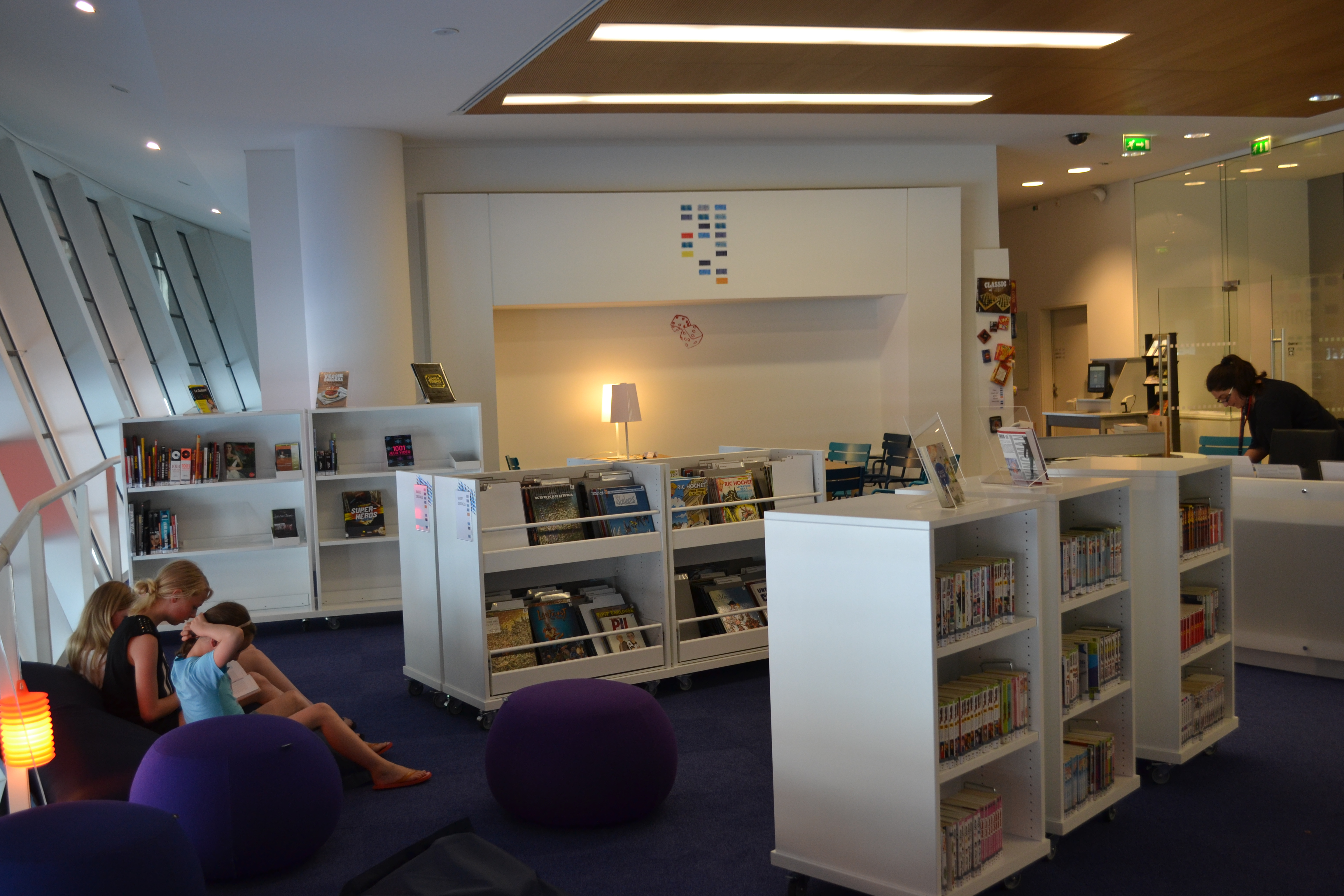
La mezzanine de la bibliothèque

La Bibliothèque de Rennes Métropole est la plus grande de Bretagne. Elle est associée à Rennes Métropole et ne s’intègre pas au réseau des bibliothèques rennaises.
La Bibliothèque s’organise sur sept niveaux selon les thèmes :
- Rez-de-chaussée : Espace Enfants - romans et bandes dessinées pour enfants
- Premier étage : La MeZZanine - Livres, jeux, multimédia pour ados
- Deuxième étage : pôle Musiques - CD-DVD musicaux, partitions et livres
- Troisième étage : pôle Sciences & Vie pratique - Sciences naturelles, informatique, mécanique
- Quatrième étage : pôle Langues et Littératures - Romans et bandes dessinées
- Cinquième étage : pôle Art, Société, Civilisation - Sciences humaines et sociales, cinéma
- Sixième étage : pôle Patrimoine - Fonds patrimonial et régional et collections de l'écrivain Henri Pollès, dont les pièces de la maison ont été fidèlement reconstituées dans le musée du Livre et des Lettres[83].

La Bibliothèque comprend également le pôle Vie du Citoyen qui propose, sur deux niveaux, des ressources imprimées et numériques autour de l'actualité. C’est aussi un lieu de consultation de l'Internet et d'autoformation.
Ses collections comportent environ 700 000 documents dont 210 000 en libre accès. Elle fait 7 942 m2 et a 565 places assises.

### Le musée de Bretagne

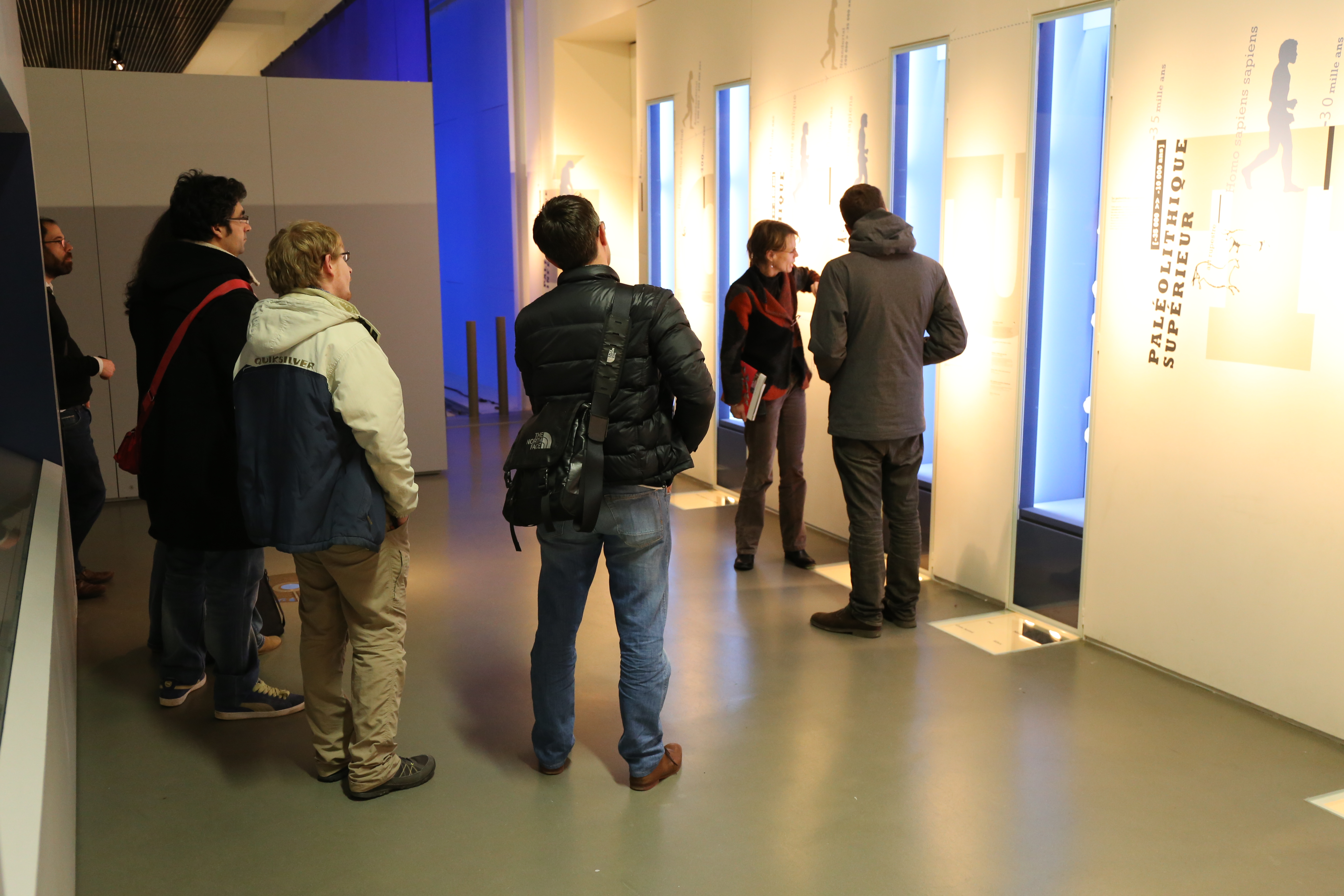
Visite du musée de Bretagne

Musée de société, il est consacré à la société bretonne et son évolution. Ses collections, riches de plus de 800 000 objets et documents racontent l'histoire de la Bretagne, de la Préhistoire à nos jours. 
Il présente des expositions permanentes :
- Une histoire de Bretagne (histoire de la Bretagne de la Préhistoire à nos jours) Exposition trilingue français anglais breton.
- L'exposition thématique Dreyfus (consacré à l'affaire Dreyfus)

ainsi que des expositions temporaires.

### L’Espace des sciences

Logo de l'Espace des sciences

L'Espace des sciences est un centre de culture scientifique, technique et industrielle (CCSTI), sous forme d'association loi de 1901. Il est composé de quatre espaces au sein des Champs libres :
- la « salle de la terre », située au 1er étage, propose une exposition permanente de 300 m2 sur la biodiversité ;
- le « Laboratoire de Merlin », situé au rez-de-chaussée, c’est un espace avec des manipulations interactives pour explorer un thème scientifique ;
- un planétarium numérique, situé au 3e étage, c’est une salle de 96 places avec écran hémisphérique de 14 mètres de diamètre, avec trois à cinq séances par jour ;
- la « salle Eurêka » située au rez-de-chaussée, propose 2 expositions temporaires par an.

### Espace Magenta
L'Espace Magenta occupe au rez-de-chaussée les locaux libérés successivement par la boutique, qui n'a pu assurer sa viabilité économique, puis par la Cantine numérique rennaise, ouverte en 2010, lieu de travail en commun, de rencontre et d'échanges autour de la culture numérique. La cantine numérique (devenue depuis la French Tech) a déménagé dans les bureaux du Mabilay en janvier 2016.

### Salle Anita Conti
La salle Anita Conti accueille des expositions proposées par les Champs-libres.
- 2015 : Hans Op de Beeck, The Amusement Park[87]. Commissariat : 40mcube
- 2018 : Benoît-Marie Moriceau, The Relative Size of Things and the Vertigo of the Infinite[88]. Commissariat : 40mcube

Depuis 2019, l'espace est consacré aux arts et sciences numériques et expériences immersives.

#### La salle de conférences Hubert-Curien

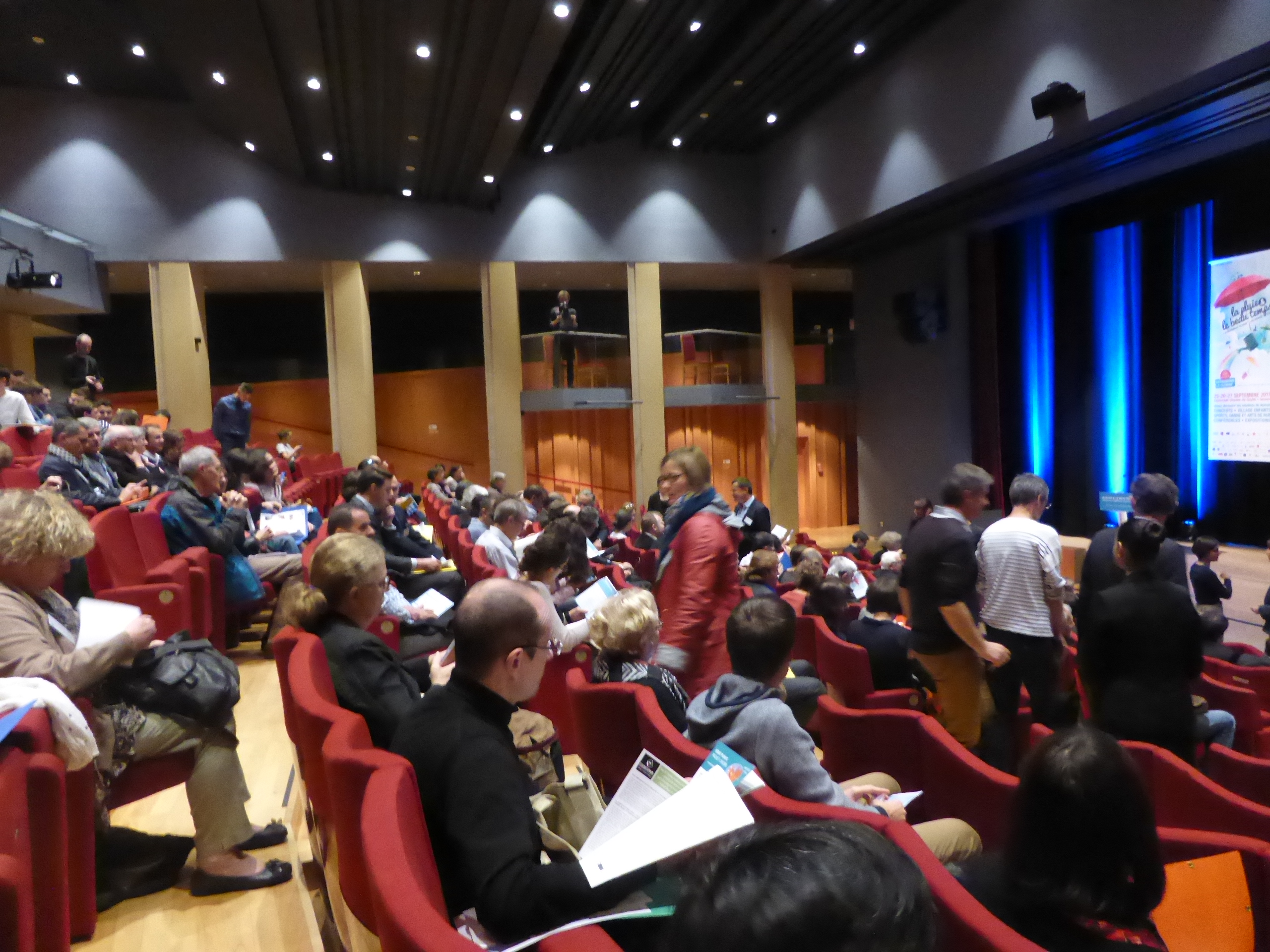
La salle de conférences

Située en sous-sol et faisant 450 places assises, elle accueille des conférences, des débats, des congrès.
Elle tire son nom de Hubert Curien (1924-2005), cristallographe et ministre de la Recherche qui avait pris part à la création des Champs libres et qui « aimait Rennes et les Rennais. »

#### Le café des Champs libres
C’est un bar-restaurant dépendant du complexe culturel. Il s’y déroule régulièrement des débats (café-philo, café-histoire, café-citoyen, cafés des sciences…). Certaines conférences sont retransmises dans la salle du café des Champs libres. Le café a également une programmation culturelle indépendante.